# Gerty (Oklahoma)
Gerty é uma cidade  localizada no estado norte-americano de Oklahoma, no Condado de Hughes.

## Demografia
Segundo o censo norte-americano de 2000, a sua população era de 101 habitantes.
Em 2006, foi estimada uma população de 100, um decréscimo de 1 (-1.0%).

## Geografia
De acordo com o United States Census Bureau tem uma área de
0,6 km², dos quais 0,6 km² cobertos por terra e 0,0 km² cobertos por água. Gerty localiza-se a aproximadamente 257 m acima do nível do mar.

## Localidades na vizinhança
O diagrama seguinte representa as localidades num raio de 24 km ao redor de Gerty.